# التهاب عصبي المنشأ
التهاب عصبي المنشأ هو التهاب ناشئ عن الإفراز المحلي بواسطة الخلايا العصبية الحسية للعوامل الوسطية للالتهاب، مثل: المادة P، الببتيد المرتبط بالجينات الكالسيتونين، نيوروكينين-أ، والإندوثيلين. في مثل هذه الخلايا العصبية، ويعتقد أن إفراز العوامل الوسطية للالتهابات يكون أثرها تفعيل القنوات الأيونية، والتي تعد الكاشفة الرئيسية للمحفزات البيئية الضارة، على وجه الخصوص، الحرارة تحفز مستقبلات كابسيسين، والعوامل المهيجة تخفز مستقبلات الوسابي، قد تسبب قنوات مستقبل الوسابي التي تحفزها عديد السكاريد الدهني أيضًا التهاب عصبي حاد،بمجرد إفرازها تحفز هذه الببتيدات العصبية إطلاق الهيستامين من الخلايا البدينة المجاورة، في المقابل يستدعي الهيستامين إطلاق المادة P، والببتيد المرتبط بجينات الكالسيتونين؛ وهكذا يُنشأ ارتباط ثنائي الاتجاه بين الهيستامين والببتيدات العصبية في الالتهابات العصبية.
إن الالتهاب العصبي يلعب دورًا مهمًا في التسبب في العديد من الأمراض، بما في ذلك الصداع النصفي، الصدفية، الربو، التهاب الأنف الحركي الوعائي، الألم العضلي الليفي، والأكزيما، والوردية، وخلل التوتر العضلي، والحساسية الكيميائية المتعددة.
في الصداع النصفي يسبب تحفيز العصب الثلاثي التهاب عصبي عن طريق إفراز الببتيدات العصبية، بما في ذلك المادة P، وأكسيد النيتريك، وعديد ببتيد الأمعاء النشط، مستقبلات السيروتونين، نيوروكينين-أ، وببتيد مرتبط بجين الكالسيتونين، مما يؤدي إلى «التهاب عصبي معقم».

## وقاية
يسبب نقص المغنيسيوم التهابًا عصبيًا في نموذج الفئران، افترض الباحثون أنه بما أن المادة P التي تظهر في اليوم الخامس من نقص المغنيسيوم، ومن المعروف أنها تحفز بدورها إنتاج السيتوكينات الالتهابية الأخرى، بما في ذلك إنترلوكين-1، وإنترلوكين 6، وعامل نخر الورم ألفا، التي تبدأ في الارتفاع الحاد في اليوم الثاني عشر، المادة P هي المفتاح في المسار من نقص المغنيسيوم إلى سلسلة لاحقة من الالتهاب العصبي. في دراسة لاحقة قدم الباحثون للفئران مستويات غذائية من المغنيسيوم خُفضت ولكنها لا تزال في نطاق المدخول الغذائي الموجود في البشر، ولاحظوا زيادة في المادة P، عامل نخر الورم ألفا، وإنترلوكين -1بيتا، يليه فقدان العظام المتفاقم. تشير هذه البيانات وغيرها إلى أن قلة تناول المغنيسيوم الغذائي، حتى في المستويات غير المألوفة لدى البشر، قد يؤدي إلى التهاب عصبي، ويؤدي إلى زيادة خطر الإصابة بهشاشة العظام.

## علاج
في عام 2018 تمت الموافقة على ثلاثة حاصرات الببتيد المرتبط بجينات الكالسيتونين من قبل إدارة الغذاء والدواء الأمريكية للوقاية من الصداع النصفي، وهي: إرينوماب، فريمانيزوماب، جالكانيزوماب.
إن الببتيد المرتبط بجينات الكالسيتونين هو هدف علاجي في الصداع النصفي؛ بسبب دوره المفترض في التوسط في انتقال الألم الأوعية الثلاثية، ومكون التوسع الوعائي للالتهاب العصبي (انظر "الفيزيولوجيا المرضية، والمظاهر السريرية، وتشخيص الصداع النصفي عند البالغين"، قسم على "دور الببتيد المرتبط بجينات الكالسيتونين''). في عام 2018 وافقت إدارة الغذاء والدواء الأمريكية على مضادات الببتيد المرتبط بجينات الكالسيتونين: إرينوماب، فريمانيزوماب، جالكانيزوماب؛ للوقاية من الصداع النصفي.
سميث، «العلاج الوقائي من الصداع النصفي لدى البالغين» حتى الآن 2019.
تتقدم حاصرات الببتيد المرتبط بجينات الكالسيتونين إضافية من خلال التجارب السريرية.
توقع العلاج البوتوكسي في وقت لاحق للصداع النصفي، والعمل المبكر من قبل جانسكش وآخرون، وجدوا بعض النجاح في العلاج باستخدام التعقيم أو المعالجة المسبقة بالكابسيسين؛ لمنع الأعراض غير المريحة للالتهاب العصبية.
أظهرت دراسة عام 2010 لعلاج الصداع النصفي مع حاصرات ببتيد المرتبط بجينات الكالسيتونين نجاحاً في المستقبل لحاصرات الببتيد المرتبط بجينات الكالسيتونين. في التجارب المبكرة، أظهر أول مضاد ببتيد مرتبط بجين الكالسيتونين غير ببتيدي فموية (تلكاجيبانت)، فعاليته في علاج نوبات الصداع النصفي، ولكن عُثور على إنزيمات الكبد المرتفعة في اثنين من المشاركين، وهناك علاجات أخرى، وروابط أخرى في المسار الالتهابي العصبي؛ لانقطاع المرض، وهي قيد الدراسة، بما في ذلك علاجات الصداع النصفي.
لوحظ أن توكسين البوتولينوم قد ثبت أن له تأثير على تثبيط التهابات العصبية، والأدلة تشير إلى دور التهاب عصبي في التسبب في مرض الصدفية، جامعة مينيسوتا لديها تجربة سريرية تجريبية جارية؛ لمتابعة ملاحظة أن المرضى الذين عولجوا مع توكسين البوتولينوم لخلل التوتر كان هناك تحسنًا كبيرًا في مرض الصدفية.
الأستلين (أزيلاستين) «يشير لعلاج أعراض التهاب الأنف الحركي الوعائي، بما في ذلك سيلان الأنف، واحتقان الأنف، وتقطير الأنف، لدى البالغين والأطفال بعمر 12 سنة فما فوق».
يبدو أن الستاتينات «تقلل إفراز الببتيدات العصبية المسببة للالتهاب الببتيد المرتبط بجين الكالسيتونين والمادة P في الخلايا العصبية الحسية»، وبالتالي قد يكون مفيدًا في علاج الأمراض الناتجة عن التهاب عصبي سائد.

## الأبحاث
مقال عام 2012 في الطبيعة علم الأعصاب لتشيو وآخرون، ناقشت المقال تطوير العلوم المتعلقة بالالتهاب العصبي، وتقديم رسم بياني يوضح الاكتشافات الرئيسية التي تؤدي إلى الفهم الحالي للالتهاب العصبي، وآلياته، والظروف الناجمة عن اضطرابه.

## روابط خارجية
- Bronchial asthma and other neurogenic diseases: migraine, trigeminal neuralgia and epilepsy
- Schön and Boehncke, Psoriasis: Neurogenic inflammation and other mechanisms NEJM 352:1899–1912, Number 18, 2005